# Rathaus Kindelbrück

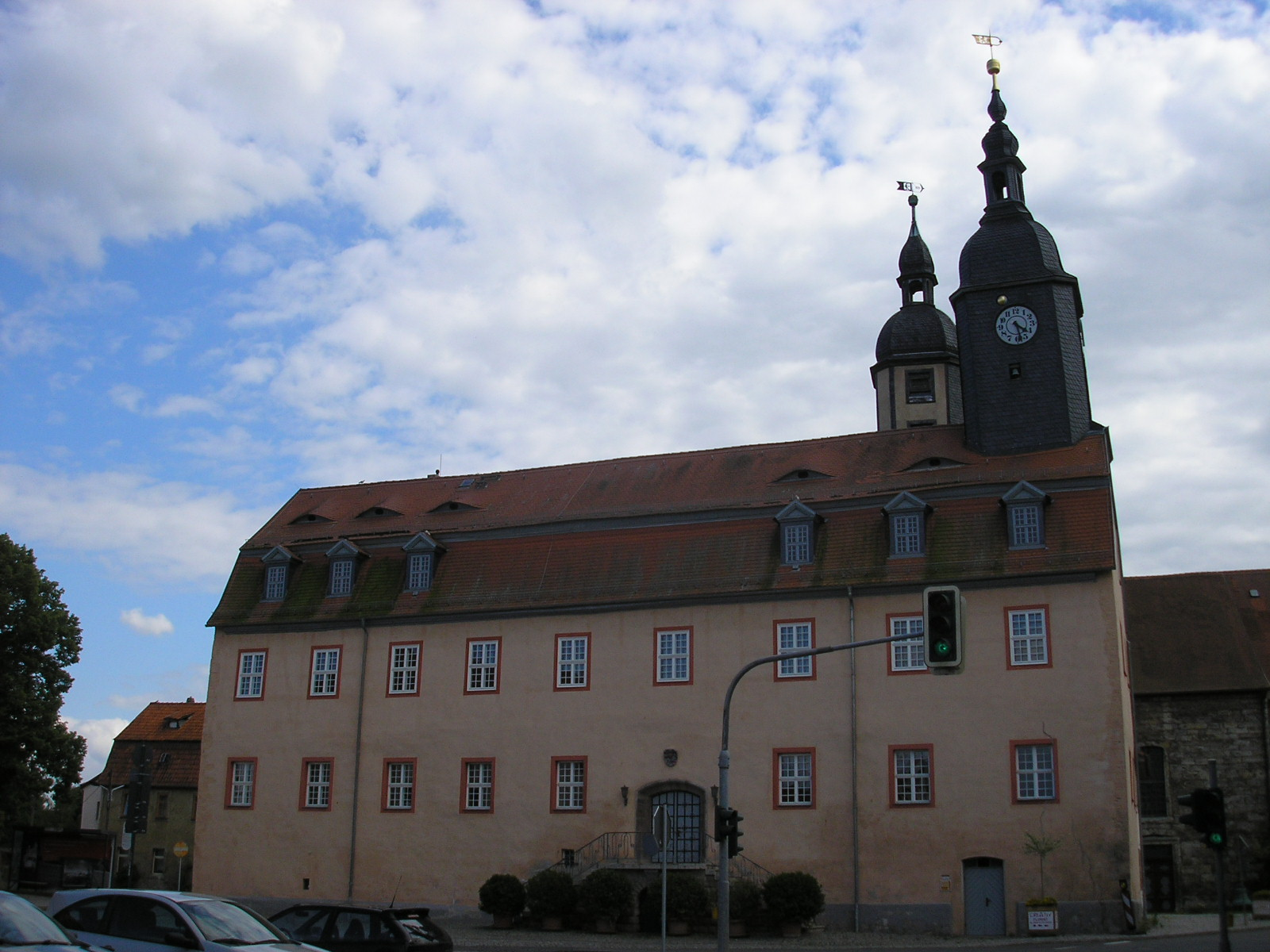
Das Rathaus in Kindelbrück

Das Rathaus Kindelbrück ist ein denkmalgeschütztes Profangebäude in Kindelbrück, einer Landgemeinde im Landkreis Sömmerda in Thüringen. Es steht am Puschkinplatz.

## Geschichte und Architektur
Das zweistöckige Gebäude ist traufständig und verputzt. Es ist mit einem Mansarddach gedeckt. Der Dachturm befindet sich an der Westseite. Der Sockelbereich und das erste Hauptgeschoss stammen wahrscheinlich von einem Vorgängergebäude, mit dessen Bau 1501 begonnen wurde. Ein Brand im Jahr 1761 beschädigte den Bau, das zweite Hauptgeschoss und die Fassade wurden danach erneuert. Das Hauptportal ist durch eine Freitreppe erschlossen.